# Francisca Pinheiro Joventino
Francisca Pinheiro Joventino (1940) es una botánica, algóloga, taxónoma, y profesora brasileña.

## Biografía
En 1963, obtuvo el diploma de farmacéutica por la Universidad Federal de Ceará, y el título de maestría en ciencias biológicas (botánica) por la Universidad de São Paulo.
Profesora asistente en la Universidad Federal de Ceará (1966-1996) profesora de botánica en la misma casa (1968), y en ese año creó el Herbario Ficológico del instituto de Ciencias del mar; profesora de la Universidad del Oeste Paulista en cursos de Farmacia (1999-2003) y Coordinadora y profesora de cursos de Farmacia de la Universidad Presbiteriana Mackenzie (desde 2004). Tiene experiencia en botánica, con énfasis en la taxonomía de criptógamas, que actúa sobre los siguientes temas: taxonomía de algas bentónicas marinas y especies planctónicas continentales y plantas medicinales. Investiga además en ocurrencia de microalgas en el tracto digestivo de teleósteos, y en bioecología de peces.

## Algunas publicaciones
- PINHEIRO-JOVENTINO, F. ; MORAES, S. M. ; MACHADO, M. I. L. ; MOARES, M. M. ; SOUZA, R. T. ; FREITAS, E. M. A. 2000. Estudo quimico de macroalgos do litoral do ceará Chryptonemia luxurians (Mert) J.Ag e Bryothmnon seaforthii Mert. Arquivos de Ciências do Mar, Fortaleza-CE 33: 65-68

- PINHEIRO-JOVENTINO, F. ; DANTAS, N.P. ; MARASCHIN, C.D.H. 1998. Distribuição de Algas Marinhas no Litoral de Fortaleza-CE, Brasil. Arquivos de Ciências do Mar 31 (1): 29-40

- PINHEIRO-JOVENTINO, F. ; DANTAS, N.P. ; SANTOS, J.H.R. 1998. Efeitos de Variadas Concentrações de S. vulgare C. Agardh no crescimento de alface e coentro. Arquivos de Ciências do Mar 31 (1): 41-46

- PINHEIRO-JOVENTINO, F. ; CORDEIRO-MARINO, M. ; FUJI, M.T. 1994. Morphological and cytological stdies of Lauriencia furcata Cordeiro-Marino et Fuji (Rhodophyta, Rhodomelaceae): a new species from Brazil. Crypt Bot, Inglaterra, 4: 373-380

- PINHEIRO-JOVENTINO, F. ; BASTOS, J. R. 1970. Produção e rendimento do agar-agar de algas marinhas do Ceará. Boletim 23 de ciências do mar, Laboratório de Ciências do Mar, Universidade Federal do Ceará, 7 pp.

- PINHEIRO-JOVENTINO, F. ; FERREIRA, M. M. 1970. “Quarta contribuiçao ao inventario das algas marinhas bentóonicas do nordeste brasileiro”. Arquivos de Ciencias do Mar 10: 189–192

- PINHEIRO-JOVENTINO, F. ; FERREIRA, M. M. 1968. Algas marinhas de interêsse industrial para o nordeste Brasileiro. Boletim 20 da Estação de Biologia Marinha da Universidade do Ceará: Estação de Biologia Marinha, 9 pp.

## Honores

### Membresías
- Sociedad Botánica de Brasil[4]

- Portal:Biografías. Contenido relacionado con Botánica.
- Portal:Biología. Contenido relacionado con Taxonomía.

- La abreviatura «Pinheiro» se emplea para indicar a Francisca Pinheiro Joventino como autoridad en la descripción y clasificación científica de los vegetales.[5]